# Lilla Hagetjärnen
Lilla Hagetjärnen är en sjö i Dals-Eds kommun i Dalsland och ingår i Örekilsälvens huvudavrinningsområde.